# 23 janvier 1939
Le lundi 23 janvier 1939 est le 23e jour de l'année 1939.

## Naissances
- Adebisi Akande, homme politique nigérian
- Amedeo Ambron, joueur de water-polo italien
- Aurel Vernescu (mort le 1 décembre 2008), céiste roumain
- Eric Pianka (mort le 12 septembre 2022), herpétologiste et écologiste américain
- Fawzi Hassan, boxeur égyptien
- Fred Wah, poète canadien
- Greg Hildebrandt (mort le 31 octobre 2024), illustrateur américain
- Ismael Kurtz, joueur de football brésilien
- Mouna Noureddine, actrice tunisienne
- Nicola De Angelis (mort le 16 juin 2023), évêque catholique italien au Canada
- Roser Capdevila, auteure espagnole d'albums de jeunesse
- Sadok Mtimet (mort le 21 septembre 2009), médecin tunisien
- Sergueï Kara-Mourza, chimiste soviétique
- Sonny Chiba (mort le 19 août 2021), acteur japonais
- Tim Hildebrandt (mort le 11 juin 2006), artiste américain

## Décès
- Ernst Blass (né le 17 octobre 1890), écrivain allemand
- Mary Sharples Schaffer Warren (née le 4 octobre 1861), naturaliste, illustratrice, photographe et écrivaine américano-canadienne
- Matthias Sindelar (né le 10 février 1903), footballeur austro-hongrois puis autrichien